# Andrew Trim
Andrew Trim (Sídney, 30 de diciembre de 1968) es un deportista australiano que compitió en piragüismo en la modalidad de aguas tranquilas.
Participó en tres Juegos Olímpicos, entre los años 1992 y 2000, obteniendo en total dos medallas, plata en Sídney 2000 y bronce en Atlanta 1996, ambas en la prueba de K2 500 m. Ganó dos medallas en el Campeonato Mundial de Piragüismo: oro en 1997 y bronce en 1999, ambas en la prueba de K2 500 m.

## Palmarés internacional
| Juegos Olímpicos   | Juegos Olímpicos         | Juegos Olímpicos  | Juegos Olímpicos |
| Año                | Lugar                    | Medalla           | Competición      |
| ------------------ | ------------------------ | ----------------- | ---------------- |
| 1996               | Atlanta (Estados Unidos) | Medalla de bronce | K2 500 m         |
| 2000               | Sídney (Australia)       | Medalla de plata  | K2 500 m         |
| Campeonato Mundial |                          |                   |                  |
| Año                | Lugar                    | Medalla           | Competición      |
| 1997               | Dartmouth (Canadá)       | Medalla de oro    | K2 500 m         |
| 1999               | Milán (Italia)           | Medalla de bronce | K2 500 m         |